# Мазар (фрурарх Суз)
Мазар — по всей видимости, фрурарх Суз, назначенный на этот пост в 331 году до н. э.

По свидетельству Арриана, Мазар был одним из «друзей» Александра Македонского. После занятия македонской армией Суз в 331 году до н. э. он получил пост фрурарха. По замечанию английского историка П. Бранта, Мазара впоследствии сменил Ксенофил. Исходил из текста древнегреческого автора и С. В. Новиков.
Советские и греческий антиковеды А. С. Шофман, Гафуров Б. Г. и Цибукидис Д. И подчёркивали, что Александр установил в Сузиане традиционную для него форму управления, когда сатрапию возглавил Абулит, а воинские должности заняли не персы. Однако канадский исследователь В. Хеккель, как и А. Босворт, отметил, что имя Мазара имеет иранские корни и, по всей видимости, текст Арриана искажён. Американский востоковед А. Олмстед А. указал, что Мазар «остался командующим гарнизоном», как Абулит — сатрапом. Квинт Курций Руф же имени Мазара при описании назначений после покорения Сузианы не называет.